# Позимь (деревня)
По́зимь — деревня в Завьяловском районе Удмуртии, входящая в Первомайское сельское поселение. Расположена в 12 км к востоку от центра Ижевска. Вдоль деревни проходит железная дорога «Ижевск-Воткинск», на которой находится остановочный пункт 50 км. Неподалёку от деревни протекает река Позимь.

## История
В 1955 году бараки торфопредприятия «Позимь» входят в состав Чемошурского сельсовета Завьяловкого района. В 2004 году посёлок преобразовывается в деревню.
В деревне есть небольшой пруд, источником которого являются родниковые воды, в пруду живут даже раки, щука, окунь, плотва.

## Социальная сфера
В Позими работает детский сад, филиал МОУ «Первомайская СОШ». Позимь с Ижевском связывает автобусный маршрут № 344.